# De chaque instant
Pour plus de détails, voir Fiche technique et Distribution.
De chaque instant est un film documentaire français réalisé par Nicolas Philibert et sorti en 2018.

## Synopsis
Le documentaire suit la formation des élèves dans un Institut de formation en soins infirmiers.

## Fiche technique
- Titre français : De chaque instant
- Réalisation : Nicolas Philibert
- Photographie : Nicolas Philibert
- Son : Yolande Decarsin
- Montage : Nicolas Philibert
- Pays de production :  France
- Format : Couleurs - 35 mm - 1,85:1
- Genre : documentaire
- Durée : 105 minutes
- Dates de sortie :
  - Suisse : 3 août 2018 (Festival international du film de Locarno 2018)
  - France : 29 août 2018

## Production

### Genèse et développement
En  janvier 2016, Nicolas Philibert fait une embolie qui le conduit aux urgences puis dans un service de soins intensifs. Une fois tiré d'affaire, il décide de faire un film consacré aux infirmières et infirmiers.

### Tournage
Le documentaire a été tourné à l'IFPS Fondation Œuvre de la Croix Saint-Simon à Montreuil.

## Sortie

### Accueil critique
En France, le site Allociné recense une moyenne des critiques presse de 3,8/5, et des critiques spectateurs à 3,3/5.

## Distinctions

### Sélections
- Festival international du film de Locarno 2018 : sélection hors compétition.

### Nominations
- César 2019 :
  - César du meilleur film documentaire pour Nicolas Philibert